# Sarcoglottis grandiflora
Sarcoglottis grandiflora är en orkidéart som först beskrevs av William Jackson Hooker, och fick sitt nu gällande namn av Johann Friedrich Klotzsch. Sarcoglottis grandiflora ingår i släktet Sarcoglottis och familjen orkidéer. Inga underarter finns listade i Catalogue of Life.

## Bildgalleri

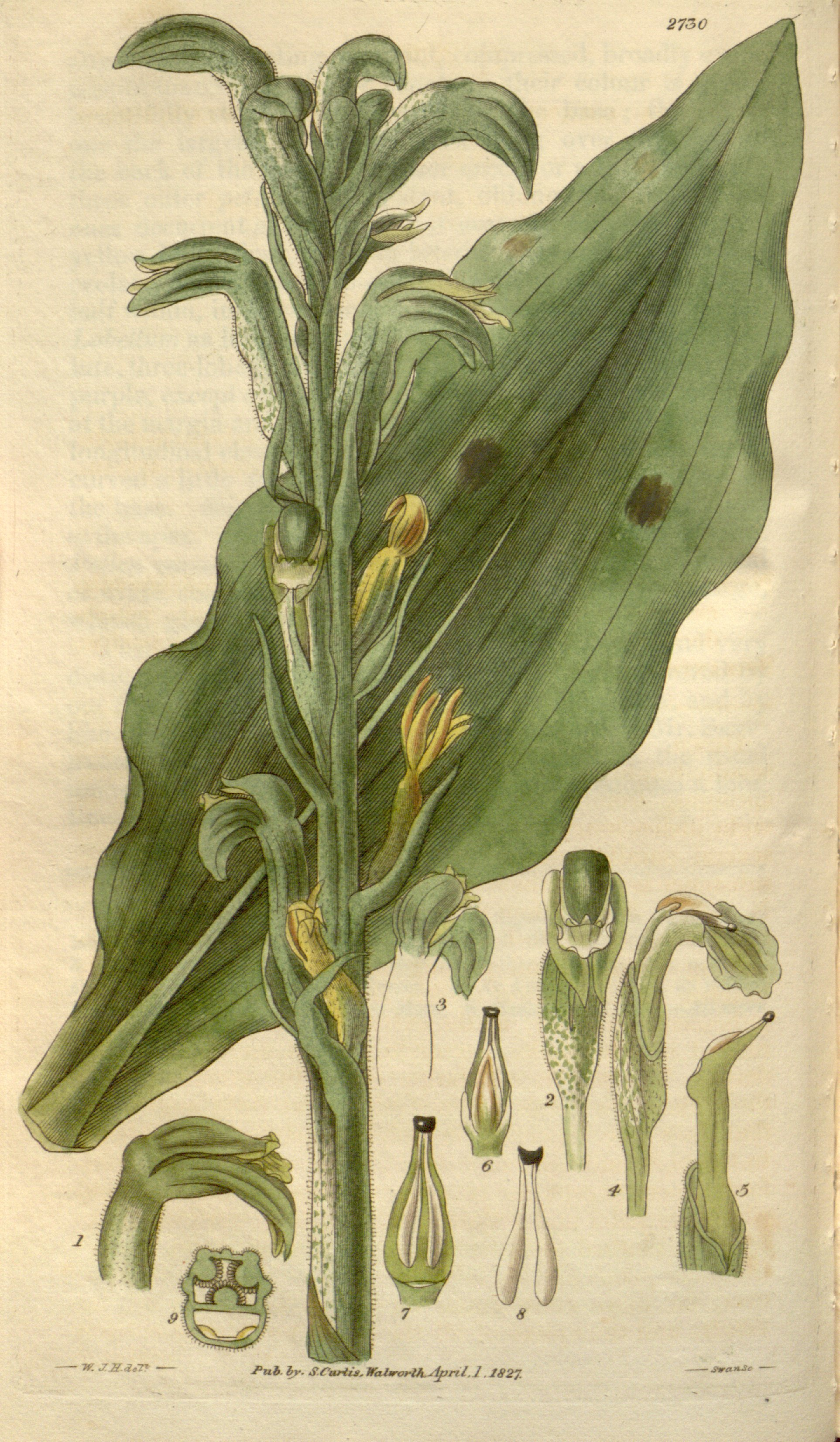